# اس‌ام‌اس وی۱۱۶
اس‌ام‌اس وی۱۱۶ (به انگلیسی: SMS V116) یک کشتی بود که طول آن ۱۰۷٫۵ متر (۳۵۲ فوت ۸٫۲۸ اینچ) بود. این کشتی در سال ۱۹۱۸ ساخته شد.